# Sana Bukas pa ang Kahapon
Sana Bukas pa ang Kahapon  é uma telenovela filipina exibida pela ABS-CBN entre 16 de junho e 10 de outubro de 2014, estrelada por Bea Alonzo.

## Elenco
- Bea Alonzo como Rose Buenavista-Salvador / Atty. Emmanuelle Gaspar-Romero
- Paulo Avelino como Patrick Salvador
- Albert Martinez como Leo Romero
- Susan Roces como Ruth Gaspar
- Anita Linda como Lola Patchi
- Eddie Garcia como Magno Ruiz
- Dina Bonnevie como Laura Bayle-Buenavista
- Tonton Gutierrez como Carlos Syquia / Señor Muerte
- Maricar Reyes como Sasha Syquia-Salvador
- Miguel Vergara como Francisco Miguel "Kit" Romero
- Michelle Vito como Violet Buenavista
- Francis Magundayao como Sebastian Syquia
- Malou Crisologo como Yaya Divine
- Nikki Valdez como Rocky Gomez
- Ben Isaac como Banjo

## Exibição
| País           | Emissora             |
| -------------- | -------------------- |
| Filipinas      | ABS-CBN              |
| Estados Unidos | The Filipino Channel |
| Canadá         | The Filipino Channel |
| Europa         | The Filipino Channel |
| Japão          | The Filipino Channel |
| Hong Kong      | The Filipino Channel |
| Indonésia      | The Filipino Channel |
| Austrália      | The Filipino Channel |